# Irena Garztecka-Jarzębska

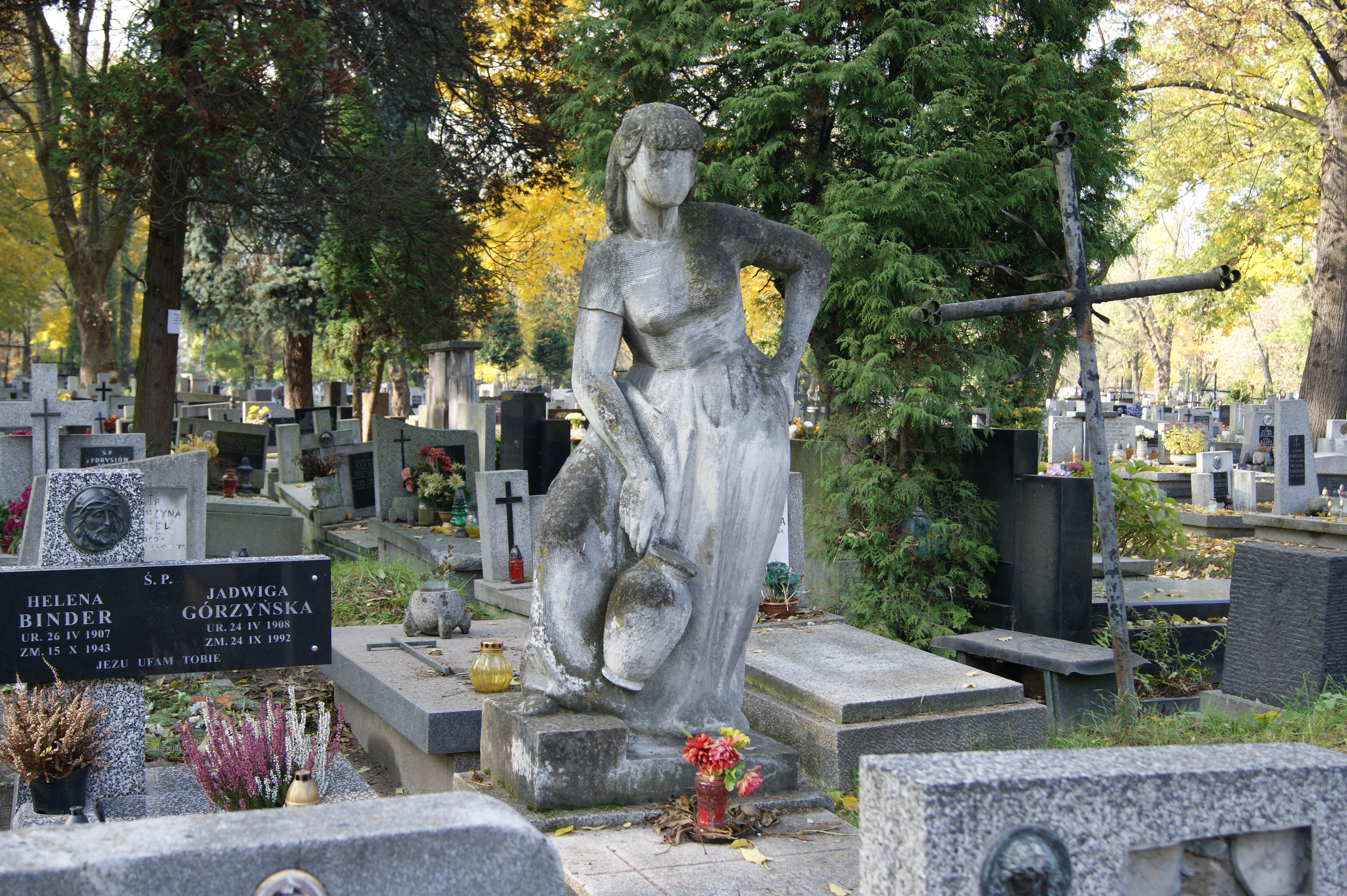
Grób Ireny Garzteckiej na cmentarzu Rakowickim w Krakowie

Irena Garztecka-Jarzębska (ur. 18 maja?/31 maja 1913 w Kijowie, zm. 14 listopada 1963 w Skarżysku-Kamiennej) – polska kompozytorka, pianistka i pedagog.

## Życiorys
Studia w zakresie gry fortepianowej odbyła w Państwowym Konserwatorium Muzycznym w Warszawie w klasie Marceliny Kimontt-Jacynowej (dyplom 1941). Studia kompozytorskie rozpoczęła podczas okupacji w 1942 roku u Kazimierza Sikorskiego i kontynuowała je w latach 1947–1951 w Państwowej Wyższej Szkole Muzycznej w Łodzi, również u K. Sikorskiego. Ponadto, w latach 1940–1944, kształciła się w śpiewie u Ady Sari.
W latach 1945–1947 pracowała, wraz z mężem – skrzypkiem Stanisławem Jarzębskim, w Instytucie Muzycznym w Częstochowie (obecnie Zespół Szkół Muzycznych im. M.J. Żebrowskiego), gdzie prowadziła klasę fortepianu i przedmioty teoretyczne. Od 1949 roku pracowała w Krakowie, początkowo w Polskim Wydawnictwie Muzycznym, później zaś jako redaktor muzyczny w Orkiestrze i Chórze Polskiego Radia. Autorka wielu prac o charakterze pedagogicznym. Zginęła w wypadku samochodowym w Skarżysku-Kamiennej.

Garztecka związana była silnie z nurtem twórczości dla dzieci i młodzieży. Jej kompozycje z lat 50. utrzymane są w prostym, przejrzystym stylu, z wyraźnymi rysami klasycyzującymi i częstym odwoływaniem się do folkloru; wśród kompozycji instrumentalnych przeważają utwory o charakterze pedagogicznym. Nowsze tendencje w twórczości Garzteckiej dochodzą do głosu na początku lat 60. (niedokończony utwór  na orkiestrę Grafika 1963.

## Kompozycje

Afisz promujący wieczór pieśni starofrancuskich śpiewanych przez Marię Modrakowską, przy fortepianie Irena Garztecka-Jarzębska

### Orkiestrowe
- Concertino na skrzypce i orkiestrę (1943)
- Symfonia „Cztery portrety” (1949)
- Koncert fortepianowy (1952)
- Concertino na fortepian i małą orkiestrę (1956)
- Poemat symfoniczny (1956)
- Uwertura symfoniczna (1958)
- Koncert skrzypcowy (1960)
- Grafika na wielką orkiestrę symfoniczną (1963)

### Kameralne
- Andante na skrzypce i fortepian (1940)
- Burleska I na skrzypce i fortepian (1940)
- Adagio na skrzypce i fortepian (1941)
- Nokturn na skrzypce i fortepian (1941)
- Burleska II na skrzypce i fortepian (1949)
- Sonata kameralna na skrzypce i fortepian (1950)
- Sonatina na skrzypce i fortepian (1951)
- Mały skrzypek: 10 piosenek i tańców ludowych na skrzypce i fortepian (1952), wyd. PWM, Kraków 1954
- Koncert kameralny na 8 skrzypiec i 2 wiolonczele (1954)
- Suita kameralna na wiolonczelę i fortepian (1954)
- Suita na wiolonczelę i fortepian (1954)
- Trio na skrzypce, wiolonczelę i fortepian (1955)
- Suita na skrzypce i fortepian (1956)
- Suita preludiów na skrzypce i fortepian (1956)

### Fortepianowe
- Fantazja (1941)
- Prelud (1942)
- Rondo (1942)
- Drobne utwory dla dzieci (1943), wyd. Czytelnik, Warszawa
- Wariacje (1947)
- 2 sonatiny (1950)
- Suita fortepianowa (1952), wyd. PWM, Kraków 1955
- Concertino na 2 fortepiany na 8 rąk (1953)
- Wesołe miasteczko na 4 ręce (1953)
- Utwory fortepianowe (1953)
- Tańce polskie (1954), wyd. PWM, Kraków
- Obrazki na szkle – suita na 2 fortepiany (1957)
- 6 etiud fortepianowych (1958)

### Wokalne i wokalno-instrumentalne
- Wariacje na sopran koloraturowy i fortepian, sł. ludowe (1948)
- Ptasie radio – kantata na głosy solowe, chór i orkiestrę symfoniczną, sł. Julian Tuwim (1951)
- 10 piosenek dziecięcych, sł. M. Kann (1951)
- Suita kameralna na sopran, kwartet smyczkowy i harfę, sł. ludowe (1951)
- 6 pieśni na sopran i zespół kameralny, sł. Miron Białoszewski (1960)
- Koncert na sopran i małą orkiestrę symfoniczną (1960)
- Pieśni Julii – suita pieśni na mezzosopran i zespół kameralny, sł. Halina Poświatowska (1962)

Ponadto: pieśni masowe, piosenki dla dzieci, muzyka rozrywkowa.

## Opracowania
- Piosenki ludowe na głos i fortepian, wyd. PWM, Kraków
- Utwory skrzypcowe sławnych kompozytorów, wyd. PWM, Kraków
- W świecie opery, wyd. PWM, Kraków
- Piosenki z różnych stron, wyd. PWM.